# Arabian Prince

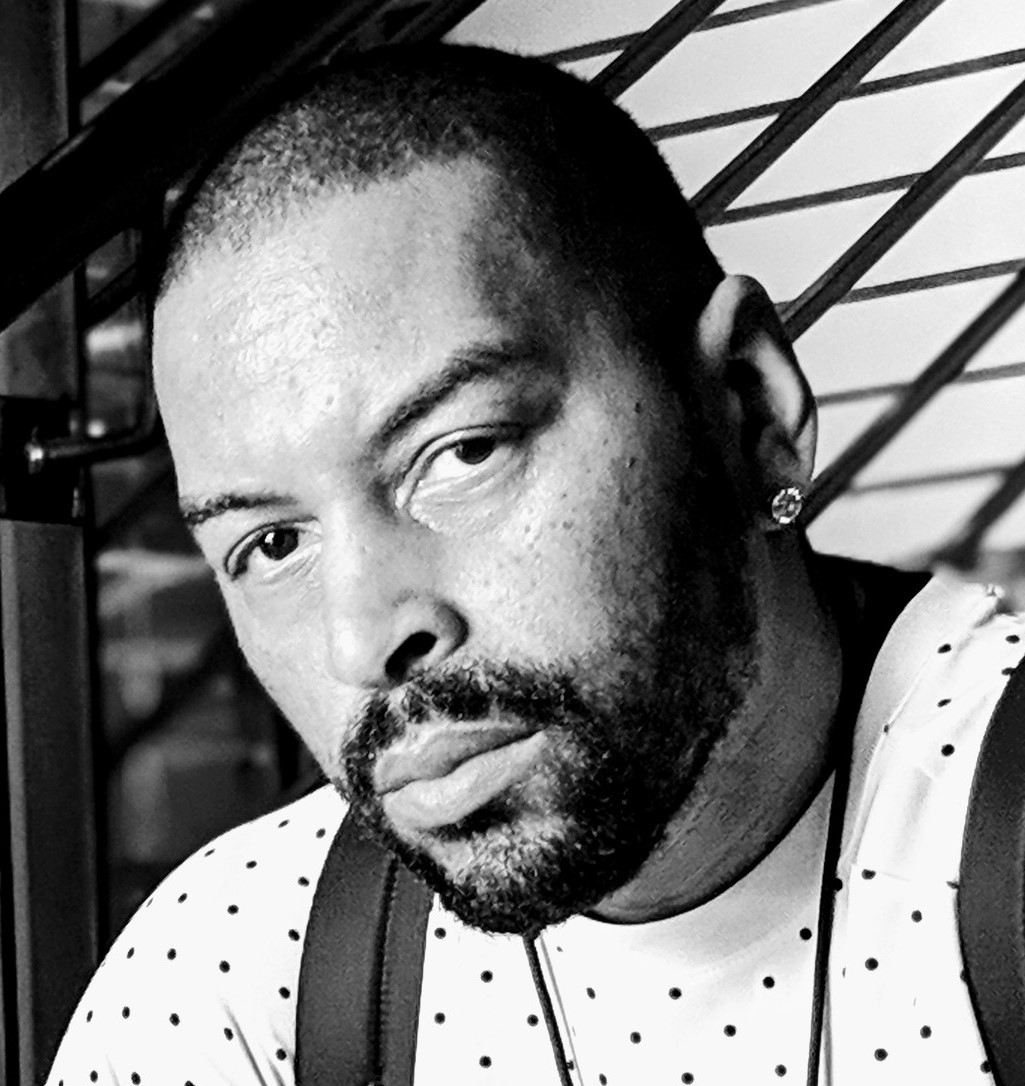
Arabian Prince, 2019

Arabian Prince (* 17. Juni 1965 in Compton, Kalifornien; bürgerlich Mik Lezan) ist ein US-amerikanischer Rapper und Produzent, der vor allem für seine Zeit bei N.W.A bekannt ist, deren Gründungsmitglied er war.

## Leben

### Anfänge
Arabian Prince begann seine Karriere mit Bobby Jimmy & the Critters im Jahr 1984. Außerdem produzierte er das Album Supersonic von JJ Fad, welches 1988 erschien.

### N.W.A
Er war eines der Gründungsmitglieder von N.W.A, die 1986 gegründet wurde und an den ersten drei Tonträgern, die von der Gruppe veröffentlicht wurde, auf jeweils einem Lied als Rapper vertreten. Als Ice Cube 1988 vom Phoenix-Institut für Technologie zurückkam und sich der Gruppe anschloss, hielt Arabian Prince sich neben Eazy-E, Ice Cube und MC Ren, welche als die Protagonisten galten und auf dem Großteil der Lieder vertreten sind, für überflüssig und verließ die Band nach dem Album Straight Outta Compton, wo er auf dem Lied Something 2 Dance 2 in Erscheinung tritt.

### Nach N.W.A
Nach seinem Austritt aus der Gruppe widmete Arabian Prince sich seiner Solokarriere und veröffentlichte 1989 sein erstes Album, welches er Brother Arab nannte, das Album floppte jedoch. Weitere Alben folgten, die kommerziell allesamt keine größere Beachtung fanden. Das vierte Studioalbum Where’s My Bitches war gleichzeitig sein letztes in den 1990er Jahren.
Erst 2007 begann er wieder unter dem Label Clone Records Musik zu machen. 2007 war er DJ bei der 2K Sports Holiday Bounce Tour mit Musikern aus dem Label Stones Throw. 2008 veröffentlichte Stones Throw ein Album mit einer Zusammenstellung seiner Electro-raplastigen Lieder aus den 1980er Jahren. Eines der Songs auf diesem Album war in dem Videospiel College Hoops 2K8 vertreten.

## Musikalischer Stil
Arabian Princes Musik ist stilistisch dem Electro einzuordnen.
Bei seinen Alben thematisiert Arabian Prince sein Verhältnis zu Frauen, der Liebe und über das Leben an sich. Auf seinem vierten Studioalbum Where’s My Bytches sind allerdings auch Lieder des Gangsta-Rap-Genres zu hören.

## Diskografie

### Mit N.W.A
- Panic Zone (1987)
- N.W.A. and the Posse (1987)
- Straight Outta Compton  (1988)

### Solo
- Brother Arab (1989)
- Situation Hot (1990)
- Tha Underworld Followed (1992)
- Where’s My Bytches (1993)
- Professor X (2007/2008)
- Innovative Life: The Anthology (2008)[2]